# Zeitz
Zeitz er en gammel by i Burgenlandkreis i den tyske delstat Sachsen-Anhalt. Den er beliggende ved floden Weiße Elstere 25 km nord for Gera og 40 km syd for Leipzig. Fra 1652 til 1718 var Zeitz hovedstad for hertugdømmet Sachsen-Zeitz Moritzburg Slot som residens for hertugerne. I byen ligger det tyske barnevognsmuseum.
Zeitz grænser til kommunerne Bergisdorf, Döbris, Droßdorf, Elsteraue, Geußnitz, Gleina, Grana, Nonnewitz, Theißen und Wittgendorf.

## Bygninger
Moritzburg Slot
Residensslottet Moritzburg er i barokstil, og indeholder den ældste bygning i Zeitz , Zeitzer Domkirke eller Dom St. Peter und Paul; de ældste dele af krypten er fra anden halvdel af 900-tallet.
I det 17. århundrede var krypten begraveslesplads for hertugerne af Sachsen-Zeitz, og deres kister står der stadig.
Michaeliskirche
"Michaeliskirche" der er nævnt tilbage til 1154, var oprindeligt en romansk basilika. I kirken opbevares et originalt tryk af Martin Luther's 95 sætninger fra 1517. Kirken er , som mange andre bygninger i Zeitz, tæt forbundet med Martin Luthers historie.
18. august 1976, begik præsten Oskar Brüsewitz fra Rippicha selvmord ved at sætte ild til sig, foran Michaeliskirche, som en protest mod DDRsystemet.
Rådhuset
Det sengotiske rådhus er bygget mellem 1504 og 1509, og rekonstrueret mellem 1907 1909.
- Wikimedia Commons har flere filer relateret til Zeitz